# Dúsvirágú ökörfarkkóró
A dúsvirágú ökörfarkkóró (Verbascum densiflorum) a kétszikűek (Magnoliopsida) osztályába, az ajakosvirágúak (Lamiales) rendjébe és a görvélyfűfélék (Scrophulariaceae) családjába tartozó faj.

## Megjelenése
Kétéves fejlődésű növény. Az első évben csak tőlevélrózsát fejleszt, a második évben nő az egyenes, magas virágszár. Levelei elliptikus alakúak, molyhosan szőrösek. Virágai mézillatúak, füzérszerű virágzatot alkotnak, június és augusztus között nyílnak.

## Előfordulása
Erdőszéleken, legelőkön, rézsűk mentén nő. Gyakori növény, Dél-, és Közép-Európában, Észak-Afrikában és Ázsia egyes részein is megtalálható.

## Gyógyhatásai
A felső légutak hurutos, gyulladásos betegségeinél használják.
A virágban található hatóanyagok csökkentik a köhögési ingert, fokozzák az immunitást.

## Felhasználása
Magas szárát régen gyantába és koromba mártották és fáklyaként világítottak vele. Az ókorban magját halászatkor alkalmazták. A bennük lévő szapoinok megakadályozzák a kopoltyús légzést, így a halak kénytelenek voltak feljönni a víz felszínére.

## Képgaléria

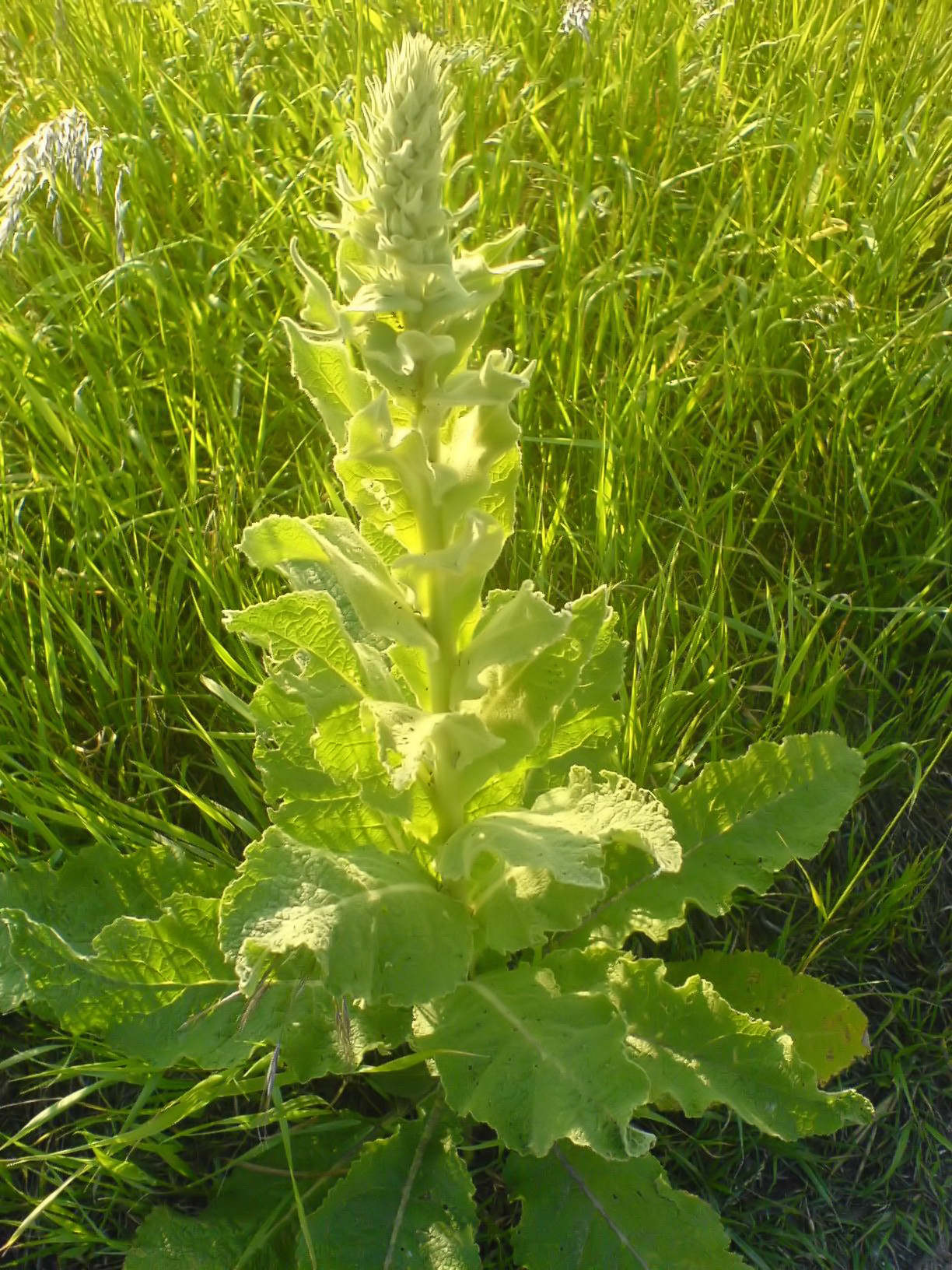
Fiatal növény
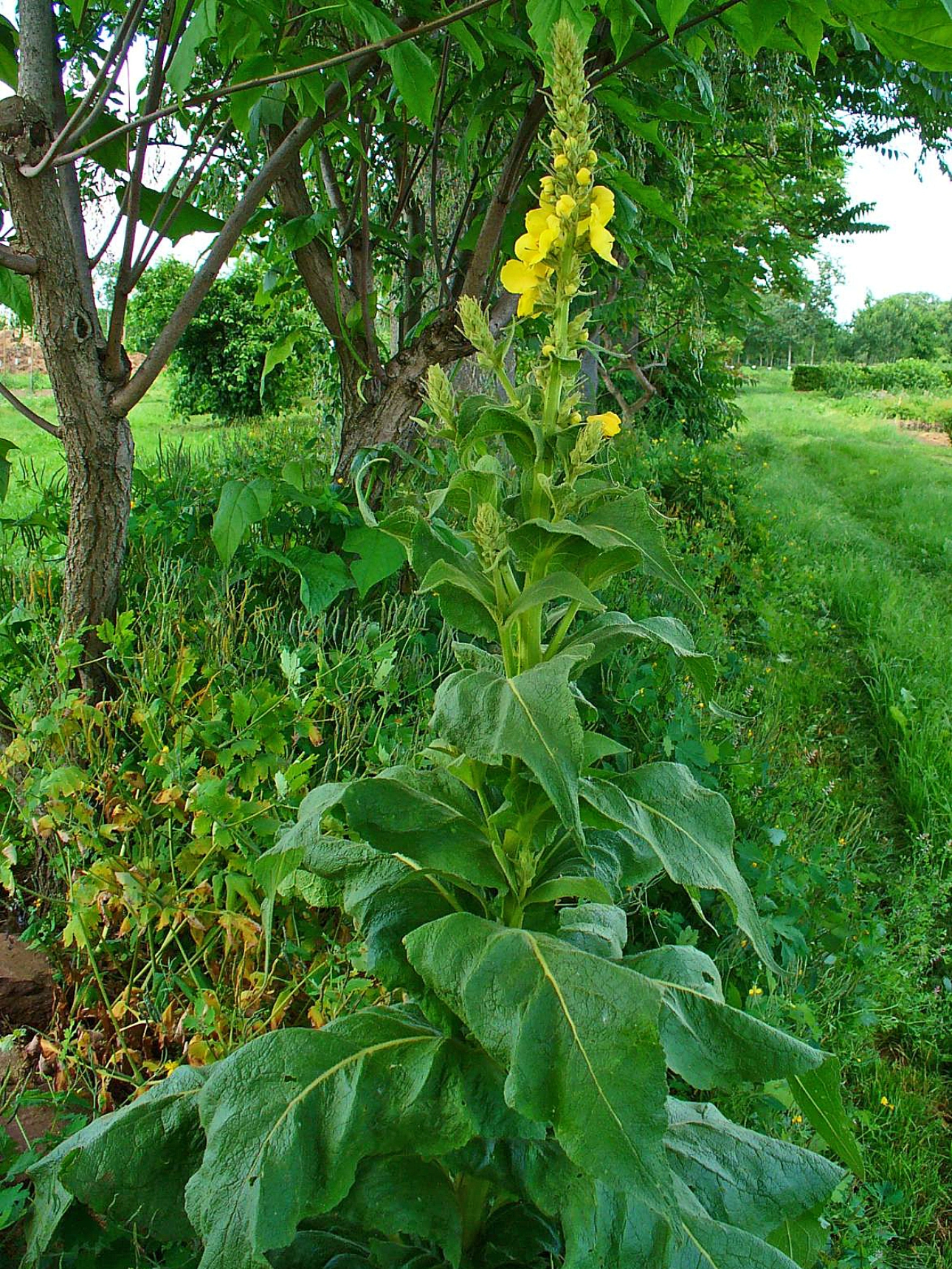
Kifejlett növény
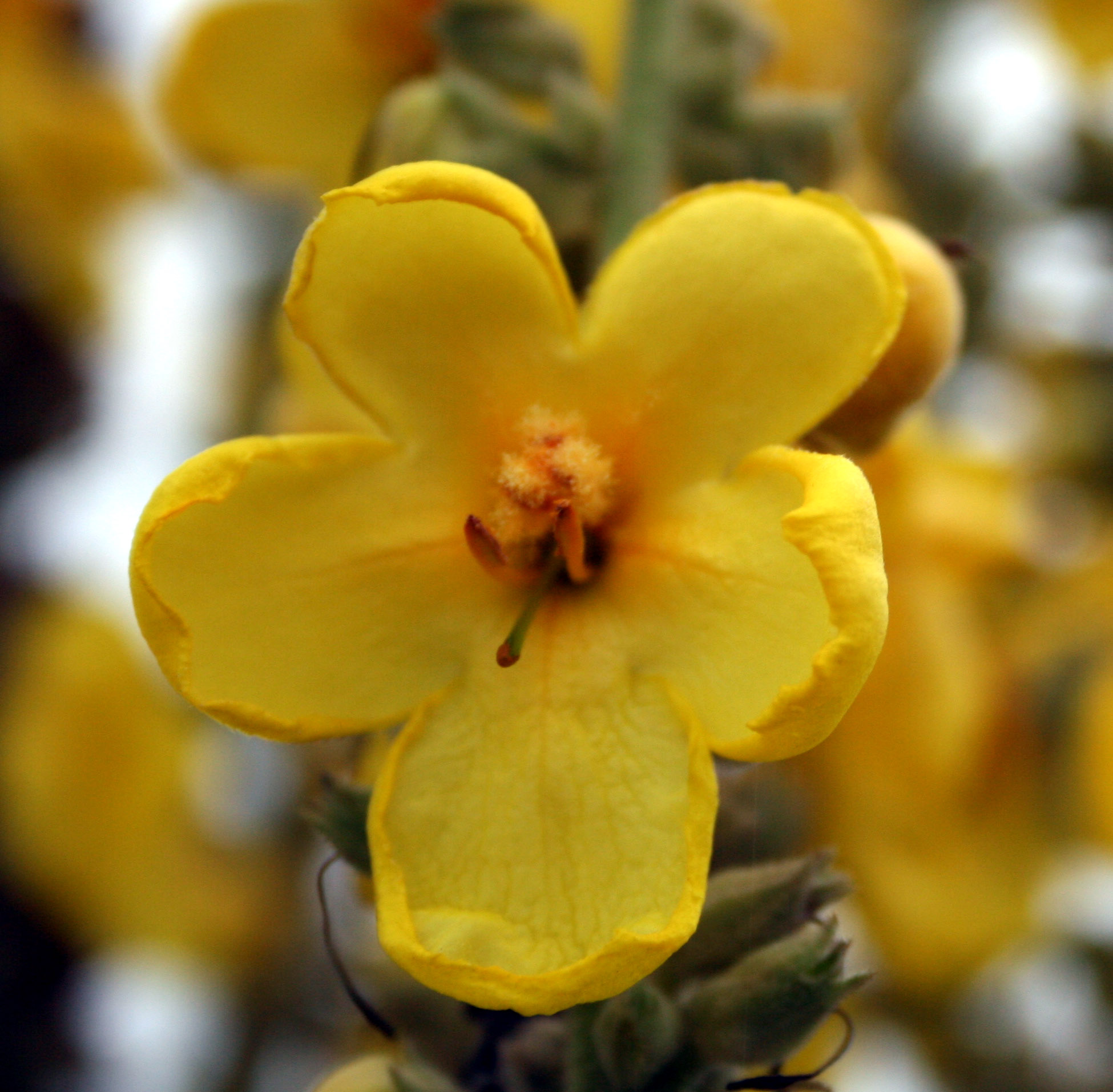
Virága
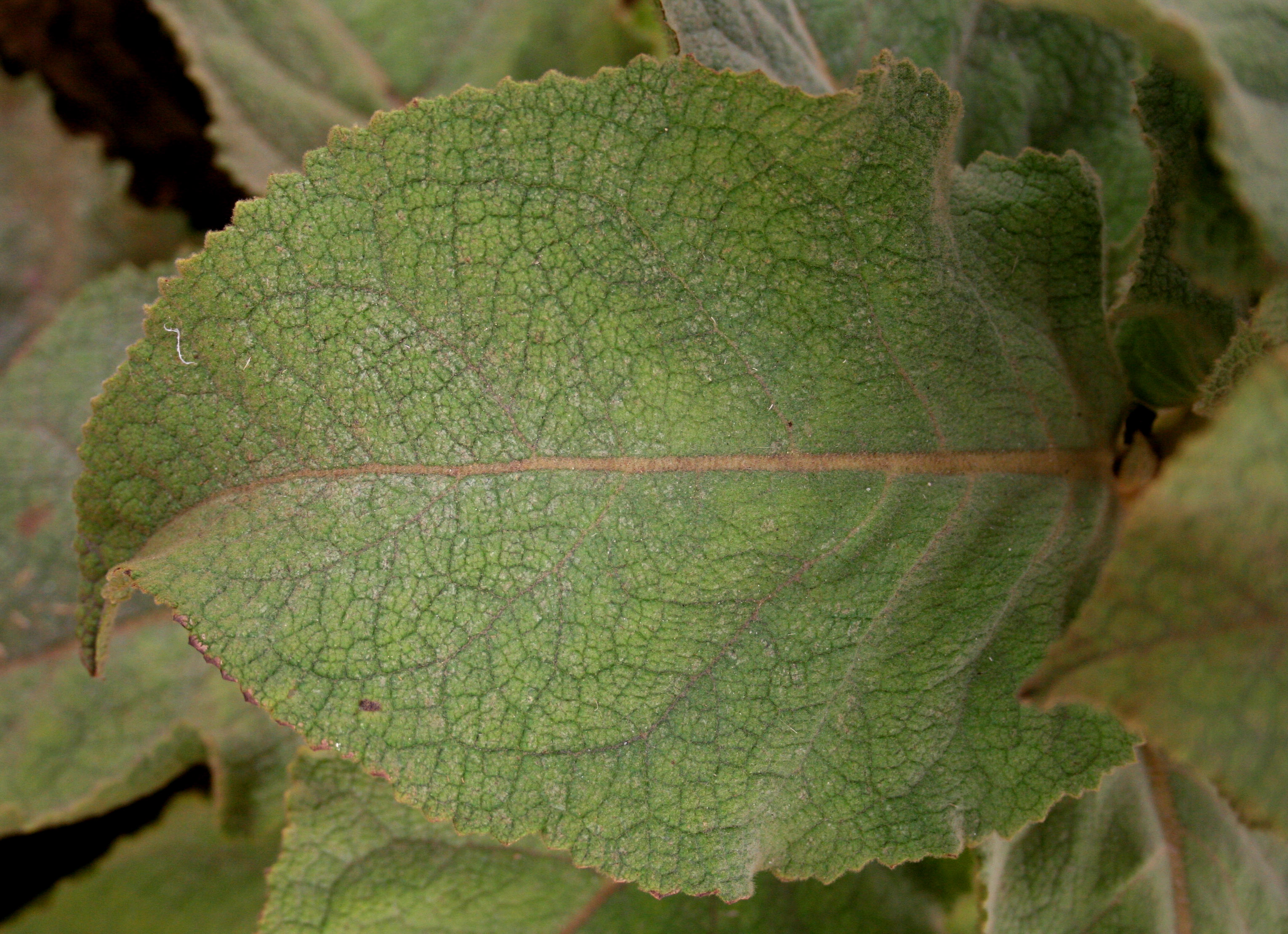
Levele